# Mammiferi di Sulawesi
La fauna di Sulawesi è una delle più distintive di tutta l'Indonesia, in particolare riguardo ai mammiferi. Delle 141 specie di mammiferi, 105 (72,5%) sono endemici e la percentuale sale al 95% se si escludono i pipistrelli. La fauna di mammiferi è inoltre caratterizzata dai suoi caratteri primitivi. Nuove specie continuano ad essere scoperte e l'esatto numero e l'identità delle specie deve essere ancora chiarito. La composizione della fauna di mammiferi di Sulawesi è molto differente da quella del Borneo o di Papua, con molte meno famiglie rappresentate. I ratti e i pipistrelli sono i maggior rappresentanti della fauna come nelle vicine Isole Molucche e nelle Piccole Isole della Sonda.
| In verde | sono contrassegnate le specie endemiche. |

## Ordine Diprotodontia

### Famiglia Phalangeridae
| Specie                  | Nome comune | Status IUCN |  |
| ----------------------- | ----------- | ----------- |  |
| Ailurops ursinus        |             |             |  |
| Strigocuscus celebensis |             |             |  |

## Ordine Soricomorpha

### Famiglia Soricidae
| Specie             | Nome comune         | Status IUCN |  |
| ------------------ | ------------------- | ----------- |  |
| Crocidura elongata |                     |             |  |
| Crocidura lea      |                     |             |  |
| Crocidura levicula |                     |             |  |
| Crocidura musseri  |                     |             |  |
| Crocidura nigripes |                     |             |  |
| Crocidura rhoditis |                     |             |  |
| Suncus murinus     | Toporagno muschiato |             |  |

## Ordine Chiroptera

### Famiglia Pteropodidae
| Specie                     | Nome comune             | Status IUCN |  |
| -------------------------- | ----------------------- | ----------- |  |
| Acerodon celebensis        |                         |             |  |
| Boneia bidens              |                         |             |  |
| Chironax melanocephalus    |                         |             |  |
| Cynopterus luzoniensis     |                         |             |  |
| Cynopterus minutus         |                         |             |  |
| Dobsonia crenulata         |                         |             |  |
| Dobsonia exoleta           |                         |             |  |
| Dobsonia minor             |                         |             |  |
| Eonycteris spelaea         |                         |             |  |
| Harpyionycteris celebensis |                         |             |  |
| Macroglossus minimus       |                         |             |  |
| Neopteryx frosti           |                         |             |  |
| Nyctimene cephalotes       |                         |             |  |
| Pteropus alecto            | Volpe volante nera      |             |  |
| Pteropus hypomelanus       | Volpe volante variabile |             |  |
| Rousettus amplexicaudatus  |                         |             |  |
| Rousettus celebensis       |                         |             |  |
| Rousettus linduensis       |                         |             |  |
| Rousettus tangkokoensis    |                         |             |  |
| Styloctenium wallacei      |                         |             |  |
| Thoopterus nigrescens      |                         |             |  |
| Thoopterus suhaniahae      |                         |             |  |

### Famiglia Emballonuridae
| Specie                | Nome comune | Status IUCN |  |
| --------------------- | ----------- | ----------- |  |
| Emballonura alecto    |             |             |  |
| Emballonura monticola |             |             |  |
| Mosia nigrescens      |             |             |  |

### Famiglia Hipposideridae
| Specie                     | Nome comune | Status IUCN |  |
| -------------------------- | ----------- | ----------- |  |
| Hipposideros boeadii       |             |             |  |
| Hipposideros cervinus      |             |             |  |
| Hipposideros diadema       |             |             |  |
| Hipposideros inexpectatus  |             |             |  |
| Hipposideros macrobullatus |             |             |  |
| Hipposideros pelingensis   |             |             |  |

### Famiglia Rhinolophidae
| Specie                 | Nome comune | Status IUCN |  |
| ---------------------- | ----------- | ----------- |  |
| Rhinolophus celebensis |             |             |  |
| Rhinolophus euryotis   |             |             |  |

### Famiglia Vespertilionidae
| Specie                  | Nome comune | Status IUCN |  |
| ----------------------- | ----------- | ----------- |  |
| Falsistrellus petersi   |             |             |  |
| Hesperoptenus gaskelli  |             |             |  |
| Hypsugo imbricatus      |             |             |  |
| Kerivoula hardwickii    |             |             |  |
| Kerivoula papillosa     |             |             |  |
| Murina florium          |             |             |  |
| Myotis ater             |             |             |  |
| Myotis weberi           |             |             |  |
| Philetor brachypterus   |             |             |  |
| Phoniscus jagorii       |             |             |  |
| Pipistrellus javanicus  |             |             |  |
| Pipistrellus minahassae |             |             |  |

### Famiglia Molossidae
| Specie                | Nome comune | Status IUCN |  |
| --------------------- | ----------- | ----------- |  |
| Cheiromeles parvidens |             |             |  |
| Mops sarasinorum      |             |             |  |

### Famiglia Miniopteridae
| Specie                   | Nome comune       | Status IUCN |  |
| ------------------------ | ----------------- | ----------- |  |
| Miniopterus australis    |                   |             |  |
| Miniopterus pusillus     |                   |             |  |
| Miniopterus schreibersii | Miniottero comune |             |  |
| Miniopterus tristis      |                   |             |  |

## Ordine Rodentia

### Famiglia Hystricidae
| Specie           | Nome comune | Status IUCN |  |
| ---------------- | ----------- | ----------- |  |
| Hystrix javanica |             |             |  |

### Famiglia Sciuridae
| Specie                    | Nome comune           | Status IUCN |  |
| ------------------------- | --------------------- | ----------- |  |
| Prosciurillus abstrusus   |                       |             |  |
| Prosciurillus leucomus    |                       |             |  |
| Prosciurillus alstoni     |                       |             |  |
| Prosciurillus weberi      |                       |             |  |
| Prosciurillus topapuensis |                       |             |  |
| Prosciurillus rosenbergi  |                       |             |  |
| Prosciurillus murinus     |                       |             |  |
| Rubrisciurus rubriventer  |                       |             |  |
| Hyosciurus heinrichi      |                       |             |  |
| Hyosciurus ileile         |                       |             |  |
| Callosciurus notatus      |                       |             |  |
| Callosciurus prevostii    | Scoiattolo di Prevost |             |  |

### Famiglia Muridae
| Specie                  | Nome comune | Status IUCN |  |
| ----------------------- | ----------- | ----------- |  |
| Bunomys andrewsi        |             |             |  |
| Bunomys chrysocomus     |             |             |  |
| Bunomys coelestis       |             |             |  |
| Bunomys fratrorum       |             |             |  |
| Bunomys penitus         |             |             |  |
| Bunomys prolatus        |             |             |  |
| Bunomys karokophilus    |             |             |  |
| Bunomys torajae         |             |             |  |
| Crunomys celebensis     |             |             |  |
| Echiothrix centrosa     |             |             |  |
| Echiothrix leucura      |             |             |  |
| Eropeplus canus         |             |             |  |
| Gracilimus radix        |             |             |  |
| Haeromys minahassae     |             |             |  |
| Haeromys sp.            |             |             |  |
| Hyorhinomys stuempkei   |             |             |  |
| Lenomys meyeri          |             |             |  |
| Margaretamys beccarii   |             |             |  |
| Margaretamys christinae |             |             |  |
| Margaretamys elegans    |             |             |  |
| Margaretamys parvus     |             |             |  |
| Maxomys dollmani        |             |             |  |
| Maxomys hellwaldii      |             |             |  |
| Maxomys bartelsii       |             |             |  |
| Maxomys wattsi          |             |             |  |
| Melasmothrix naso       |             |             |  |
| Paruromys dominator     |             |             |  |
| Paucidentomys vermidax  |             |             |  |
| Rattus bontanus         |             |             |  |
| Rattus hoffmanni        |             |             |  |
| Rattus koopmani         |             |             |  |
| Rattus marmosurus       |             |             |  |
| Rattus mollicomulus     |             |             |  |
| Rattus nitidus          |             |             |  |
| Rattus pelurus          |             |             |  |
| Rattus salocco          |             |             |  |
| Rattus xanthurus        |             |             |  |
| Sommeromys macrorhinos  |             |             |  |
| Taeromys arcuatus       |             |             |  |
| Taeromys callitrichus   |             |             |  |
| Taeromys celebensis     |             |             |  |
| Taeromys hamatus        |             |             |  |
| Taeromys microbullatus  |             |             |  |
| Taeromys punicans       |             |             |  |
| Taeromys taerae         |             |             |  |
| Tateomys macrocercus    |             |             |  |
| Tateomys rhinogradoides |             |             |  |
| Waiomys mamasae         |             |             |  |

## Ordine Carnivora

### Famiglia Viverridae
| Specie                       | Nome comune                     | Status IUCN |  |
| ---------------------------- | ------------------------------- | ----------- |  |
| Viverra tangalunga           | Civetta malese                  |             |  |
| Macrogalidia musschenbroekii | Civetta delle palme di Sulawesi |             |  |

## Ordine Artiodactyla

### Famiglia Bovidae
| Specie                 | Nome comune      | Status IUCN |  |
| ---------------------- | ---------------- | ----------- |  |
| Bubalus depressicornis | Anoa di pianura  |             |  |
| Bubalus quarlesi       | Anoa di montagna |             |  |

### Famiglia Suidae
| Specie               | Nome comune                          | Status IUCN |  |
| -------------------- | ------------------------------------ | ----------- |  |
| Sus celebensis       | Cinghiale dalle verruche di Sulawesi |             |  |
| Babyrousa celebensis | Babirussa di Sulawesi                |             |  |

### Famiglia Cervidae
| Specie          | Nome comune           | Status IUCN |  |
| --------------- | --------------------- | ----------- |  |
| Rusa timorensis | Sambar dalla criniera |             |  |

## Ordine Primates

### Famiglia Tarsiidae
| Specie              | Nome comune    | Status IUCN |  |
| ------------------- | -------------- | ----------- |  |
| Tarsius dentatus    |                |             |  |
| Tarsius fuscus      |                |             |  |
| Tarsius pumilus     |                |             |  |
| Tarsius wallacei    |                |             |  |
| Tarsius lariang     |                |             |  |
| Tarsius tarsier     | Tarsio spettro |             |  |
| Tarsius pelengensis |                |             |  |

### Famiglia Cercopithecidae
| Specie            | Nome comune                 | Status IUCN |  |
| ----------------- | --------------------------- | ----------- |  |
| Macaca hecki      | Macaco di Heck              |             |  |
| Macaca maura      | Macaco nero                 |             |  |
| Macaca nigra      | Cinopiteco                  |             |  |
| Macaca nigrescens | Macaco di Gorontalo         |             |  |
| Macaca ochreata   | Macaco dalle braccia grigie |             |  |
| Macaca tonkeana   | Macaco di Tonkean           |             |  |